# Großer Preis von Belgien 1977
Der Große Preis von Belgien 1977 (offiziell XXXV Grote Prijs van Belgie) fand am 5. Juni auf dem Circuit Zolder in Zolder-Terlaemen statt und war das siebte Rennen der Automobil-Weltmeisterschaft 1977.

## Berichte

### Hintergrund
Ein aus 32 Fahrern bestehendes Teilnehmerfeld wurde für den Belgien-GP gemeldet, bei dem 27 Startplätze zur Verfügung standen.
Larry Perkins übernahm ab diesem Wochenende den Werks-Surtees von Hans Binder. Der einheimische Debütant Bernard de Dryver steuerte als Gastfahrer den privaten March von Brian Henton. Ein zweiter Neuling war Héctor Rebaque am Steuer eines dritten Werks-Hesketh.
Die Teams Williams Grand Prix Engineering, B.R.M., Chesterfield Racing und Iberia Airlines, die den Großen Preis von Monaco zwei Wochen zuvor ausgelassen hatten, waren wieder am Start.
Für James Hunt wurde ein weiteres Mal einer der neuen McLaren M26 gemeldet, während Chesterfield ein Exemplar des Vorgängermodells M23 für Brett Lunger erwarb. Das Copersucar-Team der Fittipaldi-Brüder brachte den neuen Typ FD05 an den Start.

### Training
Bei regnerischen Bedingungen erzielte Mario Andretti im Lotus 78 eine überlegene Trainingsbestzeit, die ihm die zweite Pole-Position der laufenden Saison bescherte. Die beste Rundenzeit des Zweitplatzierten John Watson war mehr als eineinhalb Sekunden langsamer als die des US-Amerikaners. Die starke Leistung des Lotus-Teams wurde durch das Erreichen des dritten Startplatzes durch Gunnar Nilsson vervollständigt. Es folgten Jody Scheckter, Patrick Depailler, Jochen Mass, Carlos Reutemann und Ronnie Peterson.

### Rennen
Auch am Renntag regnete es. Kurz vor dem Start deutete sich jedoch eine baldige Verbesserung der Wetterverhältnisse an, was Hunt dazu veranlasste, als einziger Fahrer auf Slicks ins Rennen zu gehen. Bereits in der ersten Kurve drehten sich Ian Scheckter und Harald Ertl auf regennasser Fahrbahn, konnten das Rennen jedoch fortsetzen.
Watson, dem der beste Start gelungen war, ging vor Andretti in Führung. Dieser machte in einer Schikane einen Fehler und prallte in das Heck von Watsons Wagen, worauf die beiden Bestplatzierten bereits in der ersten Runde ausschieden. Nilsson, der ihnen unmittelbar folgte, musste abrupt ausweichen, um nicht mit den beiden zu kollidieren. Dadurch übernahm Scheckter, der bereits zwei der sechs zurückliegenden Saisonrennen gewonnen hatte, die Führung. Hinter Nilsson folgten Mass, Reutemann, Depailler, Jacques Laffite, Peterson und Niki Lauda. Hunts Reifenwahl erwies sich in dieser Phase des Rennens als Fehlentscheidung. Er fiel bis auf den vorletzten Platz zurück.
In der neunten Runde überholte Reutemann den vor ihm liegenden Mass und nahm dadurch den dritten Rang ein. Fünf Runden später schied er allerdings aufgrund eines Drehers aus, wodurch Mass wieder in diese Position gelangte. Kurz darauf begann die Strecke deutlich abzutrocknen und manche Fahrer entschieden sich für einen Reifenwechsel. Lauda konnte aufgrund eines taktisch klugen frühen Wechsels auf Trockenreifen mehrere Kontrahenten überholen, während diese weiterhin mit Regenreifen unterwegs waren oder ihrerseits die Boxen aufsuchten. In der 24. Runde konnte der von Rang 11 gestartete Österreicher sogar die Spitzenposition vor Mass und Alan Jones einnehmen.
Nilsson, der zwischenzeitlich auf den neunten Rang zurückgefallen war, kämpfte sich bis zum 40. Umlauf wieder bis auf den zweiten Platz nach vorn. Da er nach wie vor auf Regenreifen fuhr, kam ihm der wieder einsetzende Regen dabei zugute, sowie die Tatsache, dass Mass durch einen Dreher ausfiel und Scheckter ein weiteres Mal die Box ansteuerte, um wieder Regenreifen montieren zu lassen.
Als die Strecke ein weiteres Mal abzutrocknen begann, überholte Nilsson den Führenden Lauda, während Scheckter zum dritten Mal an der Box die Reifen an die erneut veränderten Wetterbedingungen anpassen ließ.
Nilsson erzielte seinen ersten und einzigen Grand-Prix-Sieg vor Lauda und Peterson, der Vittorio Brambilla nach einem engen Duell auf den vierten Rang vor Jones und Hans-Joachim Stuck verwiesen hatte.

## Meldeliste
| Team                                | Nr. | Fahrer             | Chassis         | Motor                     | Reifen |
| ----------------------------------- | --- | ------------------ | --------------- | ------------------------- | ------ |
| Marlboro Team McLaren               | 01  | James Hunt         | McLaren M26     | Ford Cosworth DFV 3.0 V8  | G      |
| Marlboro Team McLaren               | 02  | Jochen Mass        | McLaren M23     | Ford Cosworth DFV 3.0 V8  | G      |
| Elf Team Tyrrell                    | 03  | Ronnie Peterson    | Tyrrell P34     | Ford Cosworth DFV 3.0 V8  | G      |
| Elf Team Tyrrell                    | 04  | Patrick Depailler  | Tyrrell P34     | Ford Cosworth DFV 3.0 V8  | G      |
| John Player Team Lotus              | 05  | Mario Andretti     | Lotus 78        | Ford Cosworth DFV 3.0 V8  | G      |
| John Player Team Lotus              | 06  | Gunnar Nilsson     | Lotus 78        | Ford Cosworth DFV 3.0 V8  | G      |
| Martini Racing                      | 07  | John Watson        | Brabham BT45B   | Alfa Romeo 115-12 3.0 F12 | G      |
| Martini Racing                      | 08  | Hans-Joachim Stuck | Brabham BT45B   | Alfa Romeo 115-12 3.0 F12 | G      |
| Hollywood March Racing              | 09  | Alex Ribeiro       | March 761B      | Ford Cosworth DFV 3.0 V8  | G      |
| Team Rothmans International         | 10  | Ian Scheckter      | March 761B      | Ford Cosworth DFV 3.0 V8  | G      |
| Scuderia Ferrari SpA SEFAC          | 11  | Niki Lauda         | Ferrari 312T2   | Ferrari 015 3.0 F12       | G      |
| Scuderia Ferrari SpA SEFAC          | 12  | Carlos Reutemann   | Ferrari 312T2   | Ferrari 015 3.0 F12       | G      |
| Shadow Racing Team                  | 16  | Riccardo Patrese   | Shadow DN8      | Ford Cosworth DFV 3.0 V8  | G      |
| Shadow Racing Team                  | 17  | Alan Jones         | Shadow DN8      | Ford Cosworth DFV 3.0 V8  | G      |
| Team Surtees                        | 18  | Larry Perkins      | Surtees TS19    | Ford Cosworth DFV 3.0 V8  | G      |
| Beta Team Surtees                   | 19  | Vittorio Brambilla | Surtees TS19    | Ford Cosworth DFV 3.0 V8  | G      |
| Walter Wolf Racing                  | 20  | Jody Scheckter     | Wolf WR3        | Ford Cosworth DFV 3.0 V8  | G      |
| Team Tissot Ensign with Castrol     | 22  | Clay Regazzoni     | Ensign N177     | Ford Cosworth DFV 3.0 V8  | G      |
| Penthouse Rizla Racing              | 24  | Rupert Keegan      | Hesketh 308E    | Ford Cosworth DFV 3.0 V8  | G      |
| Hesketh Racing                      | 25  | Harald Ertl        | Hesketh 308E    | Ford Cosworth DFV 3.0 V8  | G      |
| Hesketh Racing with Rizla Penthouse | 39  | Héctor Rebaque     | Hesketh 308E    | Ford Cosworth DFV 3.0 V8  | G      |
| Ligier Gitanes                      | 26  | Jacques Laffite    | Ligier JS7      | Matra MS76 3.0 V12        | G      |
| Williams Grand Prix Engineering     | 27  | Patrick Nève       | March 761       | Ford Cosworth DFV 3.0 V8  | G      |
| Copersucar-Fittipaldi               | 28  | Emerson Fittipaldi | Copersucar FD05 | Ford Cosworth DFV 3.0 V8  | G      |
| Chesterfield Racing                 | 30  | Brett Lunger       | McLaren M23     | Ford Cosworth DFV 3.0 V8  | G      |
| LEC Refrigeration Racing            | 31  | David Purley       | LEC CRP1        | Ford Cosworth DFV 3.0 V8  | G      |
| RAM Racing/F&S Properties           | 33  | Boy Hayje          | March 761       | Ford Cosworth DFV 3.0 V8  | G      |
| ATS Racing Team                     | 34  | Jean-Pierre Jarier | Penske PC4      | Ford Cosworth DFV 3.0 V8  | G      |
| Rotary Watches Stanley B.R.M.       | 35  | Conny Andersson    | BRM P207        | BRM P202 3.0 V12          | G      |
| Iberia Airlines                     | 36  | Emilio de Villota  | McLaren M23     | Ford Cosworth DFV 3.0 V8  | G      |
| Team Merzario                       | 37  | Arturo Merzario    | March 761B      | Ford Cosworth DFV 3.0 V8  | G      |
| British Formula One Racing Team     | 38  | Bernard de Dryver  | March 761       | Ford Cosworth DFV 3.0 V8  | G      |

## Klassifikationen

### Startaufstellung
| Pos. | Fahrer             | Konstrukteur       | Zeit    | Ø-Geschwindigkeit | Start |
| ---- | ------------------ | ------------------ | ------- | ----------------- | ----- |
| 01   | Mario Andretti     | Lotus-Ford         | 1:24,64 | 182,276 km/h      | 01    |
| 02   | John Watson        | Brabham-Alfa Romeo | 1:26,18 | 178,037 km/h      | 02    |
| 03   | Gunnar Nilsson     | Lotus-Ford         | 1:26,45 | 177,481 km/h      | 03    |
| 04   | Jody Scheckter     | Wolf-Ford          | 1:26,48 | 177,419 km/h      | 04    |
| 05   | Patrick Depailler  | Tyrrell-Ford       | 1:26,71 | 176,948 km/h      | 05    |
| 06   | Jochen Mass        | McLaren-Ford       | 1:26,81 | 176,745 km/h      | 06    |
| 07   | Carlos Reutemann   | Ferrari            | 1:26,85 | 176,663 km/h      | 07    |
| 08   | Ronnie Peterson    | Tyrrell-Ford       | 1:26,95 | 176,460 km/h      | 08    |
| 09   | James Hunt         | McLaren-Ford       | 1:27,04 | 176,278 km/h      | 09    |
| 10   | Jacques Laffite    | Ligier-Matra       | 1:27,05 | 176,257 km/h      | 10    |
| 11   | Niki Lauda         | Ferrari            | 1:27,11 | 176,136 km/h      | 11    |
| 12   | Vittorio Brambilla | Surtees-Ford       | 1:27,23 | 175,894 km/h      | 12    |
| 13   | Clay Regazzoni     | Ensign-Ford        | 1:27,28 | 175,793 km/h      | 13    |
| 14   | Arturo Merzario    | March-Ford         | 1:27,33 | 175,692 km/h      | 14    |
| 15   | Riccardo Patrese   | Shadow-Ford        | 1:27,35 | 175,652 km/h      | 15    |
| 16   | Emerson Fittipaldi | Copersucar-Ford    | 1:27,47 | 175,411 km/h      | 16    |
| 17   | Alan Jones         | Shadow-Ford        | 1:27,55 | 175,251 km/h      | 17    |
| 18   | Hans-Joachim Stuck | Brabham-Alfa Romeo | 1:27,75 | 174,851 km/h      | 18    |
| 19   | Rupert Keegan      | Hesketh-Ford       | 1:28,02 | 174,315 km/h      | 19    |
| 20   | David Purley       | LEC-Ford           | 1:28,10 | 174,157 km/h      | 20    |
| 21   | Ian Scheckter      | March-Ford         | 1:28,50 | 173,369 km/h      | 21    |
| 22   | Brett Lunger       | McLaren-Ford       | 1:28,51 | 173,350 km/h      | 22    |
| 23   | Larry Perkins      | Surtees-Ford       | 1:28,53 | 173,311 km/h      | 23    |
| 24   | Patrick Nève       | March-Ford         | 1:28,67 | 173,037 km/h      | 24    |
| 25   | Harald Ertl        | Hesketh-Ford       | 1:29,02 | 172,357 km/h      | 25    |
| 26   | Jean-Pierre Jarier | Penske-Ford        | 1:29,11 | 172,183 km/h      | 26    |
| 27   | Boy Hayje          | March-Ford         | 1:29,46 | 171,509 km/h      | 27    |
| DNQ  | Emilio de Villota  | McLaren-Ford       | 1:30,12 | 170,253 km/h      | –     |
| DNQ  | Conny Andersson    | B.R.M.             | 1:30,24 | 170,027 km/h      | –     |
| DNQ  | Alex Ribeiro       | March-Ford         | 1:30,24 | 170,027 km/h      | –     |
| DNQ  | Bernard de Dryver  | March-Ford         | 1:30,42 | 169,688 km/h      | –     |
| DNQ  | Héctor Rebaque     | Hesketh-Ford       | 1:33,30 | 164,450 km/h      | –     |

### Rennen
| Pos. | Fahrer             | Konstrukteur       | Runden | Stopps | Zeit       | Start | Schnellste Runde |
| ---- | ------------------ | ------------------ | ------ | ------ | ---------- | ----- | ---------------- |
| 01   | Gunnar Nilsson     | Lotus-Ford         | 70     | 0      | 1:55:05,71 | 03    | 1:27,36 (53.)    |
| 02   | Niki Lauda         | Ferrari            | 70     | 1      | + 14,19    | 11    | 1:28,57          |
| 03   | Ronnie Peterson    | Tyrrell-Ford       | 70     | 0      | + 19,95    | 08    | 1:28,35          |
| 04   | Vittorio Brambilla | Surtees-Ford       | 70     | 1      | + 24,98    | 12    | 1:27,90          |
| 05   | Alan Jones         | Shadow-Ford        | 70     | 0      | + 1:15,47  | 17    | 1:29,85          |
| 06   | Hans-Joachim Stuck | Brabham-Alfa Romeo | 69     | 1      | + 1 Runde  | 18    | 1:27,39          |
| 07   | James Hunt         | McLaren-Ford       | 69     | 0      | + 1 Runde  | 09    | 1:28,94          |
| 08   | Patrick Depailler  | Tyrrell-Ford       | 69     | 0      | + 1 Runde  | 05    | 1:28,25          |
| 09   | Harald Ertl        | Hesketh-Ford       | 69     | 0      | + 1 Runde  | 25    | 1:29,67          |
| 10   | Patrick Nève       | March-Ford         | 68     | 0      | + 2 Runden | 24    | 1:30,47          |
| 11   | Jean-Pierre Jarier | Penske-Ford        | 68     | 0      | + 2 Runden | 26    | 1:31,24          |
| 12   | Larry Perkins      | Surtees-Ford       | 67     | 0      | + 3 Runden | 23    | 1:29,38          |
| 13   | David Purley       | LEC-Ford           | 67     | 1      | + 3 Runden | 20    | 1:30,76          |
| 14   | Arturo Merzario    | March-Ford         | 65     | 0      | + 5 Runden | 14    | 1:32,13          |
| –    | Boy Hayje          | March-Ford         | 63     | 0      | NC         | 27    | 1:32,53          |
| –    | Jody Scheckter     | Wolf-Ford          | 62     | 3      | DNF        | 04    | 1:27,50          |
| –    | Jochen Mass        | McLaren-Ford       | 39     | 0      | DNF        | 06    | 1:31,82          |
| –    | Jacques Laffite    | Ligier-Matra       | 32     | 0      | DNF        | 10    | 1:31,41          |
| –    | Clay Regazzoni     | Ensign-Ford        | 29     | 0      | DNF        | 13    | 1:33,30          |
| –    | Carlos Reutemann   | Ferrari            | 14     | 0      | DNF        | 07    | 1:48,90          |
| –    | Rupert Keegan      | Hesketh-Ford       | 14     | 0      | DNF        | 19    | 1:49,35          |
| –    | Riccardo Patrese   | Shadow-Ford        | 12     | 0      | DNF        | 15    | 1:48,51          |
| –    | Ian Scheckter      | March-Ford         | 8      | 0      | DNF        | 21    | 1:51,66          |
| –    | Emerson Fittipaldi | Copersucar-Ford    | 2      | 0      | DNF        | 16    |                  |
| –    | Mario Andretti     | Lotus-Ford         | 0      | 0      | DNF        | 01    | –                |
| –    | John Watson        | Brabham-Alfa Romeo | 0      | 0      | DNF        | 02    | –                |
| DNS  | Brett Lunger       | McLaren-Ford       | –      | –      | –          | 22    | –                |

## WM-Stände nach dem Rennen
Die ersten sechs des Rennens bekamen 9, 6, 4, 3, 2 bzw. 1 Punkt(e). Es zählten nur die besten acht Ergebnisse aus den ersten neun Rennen und die besten sieben Ergebnisse aus den letzten acht Rennen. In der Konstrukteurswertung zählte nur das Ergebnis des bestplatzierten Fahrers eines Teams.

### Fahrerwertung
| Pos. | Fahrer             | Konstrukteur                    | Punkte |
| ---- | ------------------ | ------------------------------- | ------ |
| 01   | Jody Scheckter     | Wolf-Ford                       | 32     |
| 02   | Niki Lauda         | Ferrari                         | 31     |
| 03   | Carlos Reutemann   | Ferrari                         | 23     |
| 04   | Mario Andretti     | Lotus-Ford                      | 22     |
| 05   | Gunnar Nilsson     | Lotus-Ford                      | 13     |
| 06   | James Hunt         | McLaren-Ford                    | 9      |
| 07   | Emerson Fittipaldi | Copersucar-Ford                 | 8      |
| 08   | Jochen Mass        | McLaren-Ford                    | 8      |
| 09   | Patrick Depailler  | Tyrrell-Ford                    | 7      |
| 10   | Carlos Pace †      | Brabham-Alfa Romeo              | 6      |
| 11   | Ronnie Peterson    | Tyrrell-Ford                    | 4      |
| 12   | Vittorio Brambilla | Surtees-Ford                    | 3      |
| 13   | Alan Jones         | Shadow-Ford                     | 3      |
| 14   | Hans-Joachim Stuck | March-Ford / Brabham-Alfa Romeo | 2      |
| 15   | Clay Regazzoni     | Ensign-Ford                     | 1      |
| 16   | Renzo Zorzi        | Shadow-Ford                     | 1      |
| 17   | John Watson        | Brabham-Alfa Romeo              | 1      |
| 18   | Jean-Pierre Jarier | Penske-Ford                     | 1      |

| Pos. | Fahrer            | Konstrukteur          | Punkte |
| ---- | ----------------- | --------------------- | ------ |
| 19   | Jacques Laffite   | Ligier-Matra          | 0      |
| 20   | Ingo Hoffmann     | Copersucar-Ford       | 0      |
| 21   | Hans Binder       | Surtees-Ford          | 0      |
| 22   | Riccardo Patrese  | Shadow-Ford           | 0      |
| 23   | Harald Ertl       | Hesketh-Ford          | 0      |
| 24   | Brett Lunger      | March-Ford            | 0      |
| 25   | Brian Henton      | March-Ford            | 0      |
| 26   | Jacky Ickx        | Ensign-Ford           | 0      |
| 27   | Ian Scheckter     | March-Ford            | 0      |
| 28   | Patrick Nève      | March-Ford            | 0      |
| 29   | Rupert Keegan     | Hesketh-Ford          | 0      |
| 30   | Larry Perkins     | B.R.M. / Surtees-Ford | 0      |
| 31   | Emilio de Villota | McLaren-Ford          | 0      |
| 32   | David Purley      | LEC-Ford              | 0      |
| 33   | Arturo Merzario   | March-Ford            | 0      |
| –    | Tom Pryce †       | Shadow-Ford           | 0      |
| –    | Alex Ribeiro      | March-Ford            | 0      |
| –    | Boy Hayje         | March-Ford            | 0      |

### Konstrukteurswertung
| Pos. | Konstrukteur       | Punkte |
| ---- | ------------------ | ------ |
| 01   | Ferrari            | 46     |
| 02   | Lotus-Ford         | 33     |
| 03   | Wolf-Ford          | 32     |
| 04   | McLaren-Ford       | 15     |
| 05   | Tyrrell-Ford       | 11     |
| 06   | Brabham-Alfa Romeo | 9      |
| 07   | Copersucar-Ford    | 8      |
| 08   | Shadow-Ford        | 4      |

| Pos. | Konstrukteur | Punkte |
| ---- | ------------ | ------ |
| 09   | Surtees-Ford | 3      |
| 10   | Ensign-Ford  | 1      |
| 11   | Penske-Ford  | 1      |
| 12   | Ligier-Matra | 0      |
| 13   | March-Ford   | 0      |
| 14   | Hesketh-Ford | 0      |
| 15   | LEC-Ford     | 0      |
| –    | B.R.M.       | 0      |